# Syed Nagli
Syed Nagli es un municipio situado en el distrito de Amroha en el estado de Uttar Pradesh (India). Su población es de 12160 habitantes (2011). Se encuentra a 35 Km de Amroha y a 30 km de Gajraula.

## Demografía
Según el  censo de 2011 la población de Syed Nagli era de 12160 habitantes, de los cuales 6369 eran hombres y 5791 eran mujeres. Syed Nagli tiene una tasa media de alfabetización del 54,63%, inferior a la media nacional del 67,68%: la alfabetización masculina es del 59,06%, y la alfabetización femenina del 40,93%.